# Holger Mandel

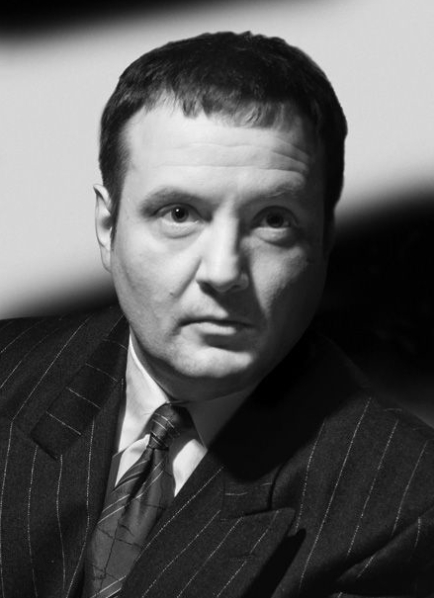
Porträtfoto, aufgenommen 2012

Holger Mandel (* 15. Juli 1966 in Ost-Berlin, DDR) ist ein deutscher Filmregisseur, Schauspieler und Produzent.

## Leben und Wirken
Holger Mandel wurde als zweites Kind des Rechtsanwalts Joachim Mandel und der Krankenschwester Irene Mandel in Berlin geboren. Nach Beendigung der Schulzeit durchlief er bis 1985 eine Ausbildung zum Wirtschaftskaufmann Außenhandel. Zusätzlich belegte er 1982 bis 1984 an der Kunsthochschule Berlin-Weißensee die Fächer Malerei und Grafik.
Eine frühe Faszination für das Filmemachen prägte Mandels Kindheit. Bereits als Jugendlicher experimentierte er mit Schmalfilm. 1984, noch während seiner Berufsausbildung, drehte er seinen ersten Stummfilm: »Der Tod von Halpin Frayser« nach einer Kurzgeschichte von Ambrose Bierce. 1989 folgte der erste Tonfilm: »Der Richter und der Teufel«. Vorlage war das gleichnamige Märchen von Ludwig Bechstein.
1994 war Mandel Mitbegründer der Schaubühne Lindenfels (Leipzig) und erster Leiter des Programmkinos.
Mandels Hauptthema ist die Suche nach den Zwischenwelten, die romantische und zugleich distanzierte Auslotung des Jenseits. Nicht einfach des Lebens nach dem Tod im trivialen Sinne, sondern des Schillernden, Unerhörten, Faszinierenden einer fernen Welt, die doch ganz in unserer Nähe existieren muss.
Besondere Bekanntheit genießen seine Verfilmungen bekannter Werke des polnischen Schriftstellers Stefan Grabiński, „dem polnischen Poe“ (Szamotas Geliebte, Ultima Thule). Mandels Arbeiten sind auf zahlreichen internationalen Festivals vertreten.

## Filmografie (Auswahl)
- 1984: Der Tod von Halpin Frayser (N8-Film nach Ambrose Bierce)
- 1989: Der Richter und der Teufel (16-mm-Tonfilm nach dem Märchen von Ludwig Bechstein)
- 1990: Eine Regieeignungsprüfung an der HFF Babelsberg (Video Dokumentarfilm)
- 1998: Szamotas Geliebte[4][5] (35-mm-Kurzfilm nach einer Novelle von Stefan Grabiński, gefördert durch das Kuratorium junger deutscher Film und die Filmboard Berlin-Brandenburg. Kamera Jürgen Jürges[6])
- 1999: Ultima Thule[7] (35-mm-Kurzfilm nach einer Novelle von Stefan Grabiński,[8])
- 2002: Abgründe (Mini-DV-Produktion im Rahmen des Musik/Video-Projekts „ELEMENTS“ (Trip – Remix Your Experience) von Frank Otto, Hamburg, produziert von filmlounge GmbH)[9]